# Репертуар театра имени Моссовета
Госуда́рственный академи́ческий теа́тр и́мени Моссове́та начинался в 1922 году как театр рабочих Московского губернского совета профессиональных союзов, у него не было своего помещения, труппа передвигалась и выступала на разных площадках. В 1923 году театр усилиями литератора и режиссёра Сергея Ивановича Прокофьева получил официальный статус. Через год после этого — отдельное помещение в летнем саду «Эрмитаж». В 1930 году театр стал называться Театром имени Московского областного совета профессиональных союзов.
Наибольший успех театр получил во времена, когда главным режиссёром и руководителем был Юрий Завадский — ученик Константина Станиславского, Владимира Немировича-Данченко и Евгения Вахтангова.
В середине 1960-х для показа экспериментальных постановок и спектаклей малой формы был создан «Театр в фойе», в 1978 году в театре открылась «Малая сцена». В 1990 году появилась новая сцена «Под крышей», где первым спектаклем показали «Калигулу».

## Исторический репертуар
Список спектаклей театра представлен по книге Коковкина «Театр имени Моссовета»:

| 1923 - «Борьба». Постановка Е. В. Гурьева - «Доходное место» И. А. Донатова - «Живой труп» И. А. Донатова - «Калигула» И. А. Донатова - «Не было ни гроша, да вдруг алтын» А. Г. Крамова - «Праздник крови» С. И. Прокофьева - «Париж» С. И. Прокофьева - «Севильский цирюльник» А. Г. Крамова 1924 - «Герцог» Е. О. Любимова-Ланского - «Праздник Йоргена» В. К. Татищева - «Приключения профессора Гайнк» - «Ревизор» В. М. Бебутова - «Смерть Тарелкина» В. М. Бебутова - «Театр Клары Газуль» В. М. Бебутова и В. А. Угрюмова - «1881 год» Е. О. Любимова-Ланского 1925 - «Георгий Гапон» Е. О. Любимова-Ланского - «Мистер Моридж-младший» Е. О. Любимова-Ланского - «Предательство Дегаева» Е. А. Лепковского - «Шторм» Постановка Е. О. Любимова-Ланского 1926 - «В наши дни» П. И. Ильина - «Саранча» Е. О. Любимова-Ланского - «Цемент» Е. О. Любимова-Ланского 1927 - «Константин Терехин» Е. О. Любимова-Ланского - «Луна слева» А. Б. Винера - «Мятеж» Е. О. Любимова-Ланского - «Штиль» Е. О. Любимова-Ланского - «Чернь» Е. О. Любимова-Ланского и А. Б. Винера 1928 - «Ненависть» А. Д. Треплева - «Рельсы гудят» Е. О. Любимова-Ланского 1929 - «Голос недр» А. Б. Винера - «Город ветров» Е. О. Любимова-Ланского - «Ярость» Е. О. Любимова-Ланского 1930 - «Мы должны хотеть» А. Б. Винера - «Чапаев» А. Б. Винера - «;1905 год» Е. О. Любимова-Ланского 1931 - «Запад нервничает» Е. О. Любимова-Ланского - «Мгла» Л. А. Лукацкого - «Солнечная сторона» А. Б. Винера 1932 - «Рабан» Е. О. Любимова-Ланского - «Снег» Е. О. Любимова-Ланского 1933 - «Вздор» А. Б. Винера - «Враги» А. И. Рубина и А. И. Дорошевича 1934 - «Гордость» Е. О. Любимова-Ланского - «Жизнь зовёт» Е. О. Любимова-Ланского 1935 - «Профессор Мамлок» К. А. Давидовского и С. А. Марголина 1936 - «Васса Железнова» С. Г. Бирман - «Дело рядового Шибунина» В. В. Ванина и К. А. Давидовского - «Салют, Испания!» И. Н. Берсенева - «Хлопчик» С. А. Марголина и М. Г. Минаева 1937 - «Апшеронская мочь» Е. О. Любимова-Ланского - «Моцарт и Сальери» В. В. Ванина - «Сыновья» С. Г. Бирман 1938 - «Порт-Артур» И. Н. Берсенева - «Последняя жертва» В. В. Ванина и С. А. Марголина 1939 - «Профессор Полежаев» С. А. Марголина - «Путь к победе» Е. О. Любимова-Ланского 1940 - «Богатая невеста» В. Ф. Федорова - «Лгун» С. А. Марголина - «Начистоту» В. В. Ванина - «Трактирщица» Ю. А. Завадского - «Фландрия» Е. О. Любимова-Ланского 1941 - «Машенька» Ю. А. Завадского - «Надежда Дурова» Ю. А. Завадского 1942 - «Вечер памяти Александра Пушкина» Ю. А. Завадского - «Вечер памяти Владимира Маяковского» Ю. А. Шмыткина и Ю. Ю. Коршуна - «Забавный случай» Ю. А. Завадского - «Каннибалы» Ю. А. Шмыткина - «Не всё коту масленица» Н. П. Темякова - «Накануне» Ю. А. Завадского - «Олеко Дундич» Ю. А. Завадского, С. А. Бенкендорфа и С. А. Марголина - «Русские люди» Ю. А. Завадского - «Фронт» Ю. А. Завадского 1943 - «Встреча в темноте» Ю. А. Завадского и Г. М. Лебедева - «Женитьба Бальзаминова» В. В. Ванина - «Нашествие» Ю. А. Завадского - «Отелло» Ю. А. Завадского - «Чеховский спектакль» («Трагик поневоле», «Воры», «Егерь», «Тапер», «Хористка», «Ведьма») Ю. А. Шмыткина 1944 - «Отелло» Ю. А. Завадского 1945 - «Бранденбургские ворота» Ю. А. Завадского и М. П. Чистякова - «Госпожа министерша» Ю. А. Завадского - «Красавец-мужчина» Ю. А. Шмыткина - «Стакан воды» М. П. Чистякова - «Святая ложь» П. П. Павленко - «Убийство мистера Паркера» М. А. Турчанович - «Недоросль» С. А. Бенкендорфа - «Чайка» Ю. А. Завадского 1946 - «Госпожа министерша» - «Русский вопрос» Ю. А. Завадского 1947 - «В одном городе» Ю. А. Шмыткина - «Жизнь в цвету» Ю. А. Завадского - «Мужество» Ю. А. Завадского 1948 - «Без вины виноватые» Ю. А. Завадского и М. П. Чистякова - «Закон чести» Ю. А. Завадского - «Московский характер» Ю. А. Завадского и Ю. А. Шмыткина - «Обида» В. В. Ванина 1949 - «Девочки» И. С. Анисимовой-Вульф - «Мадлен Годар» Ю. А. Завадского и И. С. Анисимовой-Вульф - «Модная лавка» Ю. А. Шмыткина - «Опасный перекрёсток» Ю. А. Завадского и А. Л. Шапса - «Преступление директора Риггса» Ю. А. Завадского и М. П. Чистякова - «Роковое наследство» В. В. Ванина и А. Л. Шапса - «Свадьба Кречинского» В. В. Ванина 1950 - «Особое мнение» Ю. А. Завадского и Л. Л. Шапса - «Рассвет над Москвой» Ю. А. Завадского и А. Л. Шапса - «Студент III курса» И. С. Анисимовой-Вульф и К. К. Михайлова - «Товарищи москвичи» Ю. А. Шмыткина - «Чаша радости» В. А. Колесаева 1951 - «Младший партнер» Ю. А. Завадского, И. С. Анисимовой-Вульф и Е. И. Страдомской - «Хитроумная влюбленная» А. Л. Шапса и М. А. Турчанович - «Честь семьи» Ю. А. Шмыткина - «Шторм» Ю. А. Завадского и Е. И. Страдомской 1952 - «Гражданин Франции» Ю. А. Завадского и Е. И. Страдомской - «Маскарад» Ю. А. Завадского и И. С. Анисимовой-Вульф - «Трудовой хлеб» Н. К. Петрова - «Шелковое сюзане» Ю. А. Шмыткина 1953 - «Беспокойная должность» Ю. А. Завадского - «Большие хлопоты» А. Л. Шапса - «Варвара Волкова» И. С. Анисимовой-Вульф - «Рассказ о Турции» Ю. А. Завадского 1954 - «История одной любви» Т. П. Кандинашвили - «Кража» Ю. А. Завадского - «Кто смеется последним» А. Л. Шапса - «Любовь на рассвете» Е. И. Страдомской - «Сомов и другие» И. С. Анисимовой-Вульф - «Тайна Чёрного озера» Ю. А. Завадского 1955 - «В тихом переулке» А. Л. Шапса - «Лиззи Мак-Кей» И. С. Анисимовой-Вульф - «Наша дочь» И. С. Анисимовой-Вульф и К. К. Михайлова - «Первая весна» Ю. А. Завадского и Е. И. Страдомской | 1956 - «Алпатов» Ю. А. Завадского и К. К. Михайлова - «Второе дыхание» А. Л. Шапса - «Катрин Лефевр» И. С. Анисимовой-Вулф - «Трое» М. Н. Сидоркина 1957 - «Виндзорские насмешницы» Ю. А. Завадского - «Дали неоглядные» Ю. А. Завадского и Б. Н. Докутовича - «Запутанный узел» А. Л. Шапса - «Миллион за улыбку» - «Чужой паспорт» Ю. А. Завадского 1958 - «Король Лир» И. С. Анисимовой-Вульф - «Корнелия» Ю. А. Завадского и Б. Н. Докутовича - «Опасная профессия» А. Л. Шапса - «Стальное колечко» И. А. Данкман 1959 - «Битва в пути» Ю. А. Завадского и А. Л. Шапса - «Выгодный жених» А. Л. Шапса - «Миллион за улыбку» И. С. Анисимовой-Вульф - «Суровая любовь» Б. Н. Докутовича - «Тревожная ночь» О. Я. Ремеза 1960 - «Летом небо высокое» Ю. А. Завадского - «Леший» Л. М. Петрейкова - «Нора» Ю. А. Завадского - «Первое свидание» О. Я. Ремеза - «Последние гвоздики» Р. Н. Саркисяна - «Три камня веры» А. Л. Шапса 1961 - «Антеи» Ю. А. Завадского - «Василий Тёркин» художника А. П. Васильева - «Когда часы пробили полночь» И. А. Данкман - «Орфей спускается в ад» И. С. Анисимовой-Вульф - «Осторожно, листопад!» О. Я. Ремеза 1962 - «Бунт женщин» Ю. А. Завадского - «Ленинградский проспект» И. С. Анисимовой-Вульф - «Ночной разговор» И. А. Данкман - «Он живёт рядом» Е. Ю. Завадского - «Пора любви» А. Л. Шапса 1963 - «В дороге» И. С. Анисимовой-Вульф - «Милый лжец» Г. В. Александрова - «Maскарад» Ю. А. Завадского - «Обручальное кольцо» А. Л. Шапса - «Совесть» Ю. А. Завадского и А. Л. Шапса 1964 - «Дядюшкин сон» И. С. Анисимовой-Вульф - «На диком бреге» А. Л. Шапса - «Объяснение в ненависти» Ю. А. Завадского - «Опечаленная семья» Я. Белович - «Цезарь и Клеопатра» Е. Ю. Завадского 1965 - «Два вечера в мае» М. Г. Ратнер - «Поезда расходятся» Я. С. Губенко - «Сверчок» А. Т. Зубова - «Чья-то жизнь» Ю. А. Завадского 1966 - «Вдова полковника, или Врачи ничего не знают» Л. С. Танюка - «В ночь лунного затмения» И. А. Данкман - «Затейник» И. С. Анисимовой-Вульф - «Король Фанфарон» - «Они сражались за Родину» А. Т. Зубова - «Странная миссис Сэвидж» Л. В. Варпаховского - «Театр Гарсиа Лорки» Б. Е. Щедрина 1967 - «Аплодисменты» И. С. Анисимовой-Вульф - «Виндзорские насмешницы» Ю. А. Завадского - «Жизнь Сент-Экзюпери» К. К. Михайлова - «Маскарад» Ю. А. Завадского - «Шторм» Ю. А. Завадского 1968 - «Глазами клоуна» Г. Л. Бортникова - «Другая» Н. А. Мокина - «Дуэль» Б. Е. Щедрина - «Мое сердце с тобой» А. Т. Зубова - «Старик» Е. Ю. Завадского 1969 - «Вешние воды» И. С. Анисимовой-Вульф - «Дальше — тишина» А. В. Эфроса - «Ленинградский проспект» И. С. Анисимовой-Вульф - «Петербургские сновидения» Ю. А. Завадского 1970 - «Была весна, шестнадцатого года» Е. Ю. Завадского - «Несколько тревожных дней» Ю. А. Завадского и Е. Ю. Завадского - «Спектакль-концерт» Ю. А. Завадского и И. А. Данкман - «Эдит Пиаф» Б. Е. Щедрина 1971 - «Золото, золото — сердце народное!» Е. Ю. Завадского - «Лилиом» И. А. Данкман - «Рим, 17, до востребования» А. Т. Зубова - «Сказка о девочке-неудаче» А. Л. Молчадской 1972 - «Василий Тёркин» - «Поединок века» Ст. Стайчева - «Третьего не дано» Ю. А. Завадского и И. А. Данкман 1973 - «Последняя жертва» Ю. А. Завадского - «Я всегда улыбаюсь» Я. А. Сегеля 1974 - «Арктический роман» А. Т. Зубова - «Бабье лето» П. О. Хомского - «Трамвай идет в парк» Е. Ю. Завадского - «Турбаза» А. В. Эфроса - «Сердце Луиджи, или Казнь тупым мечом» Б. Е. Щедрина 1975 - «Ванечка» И. А. Данкман - «Вечерний свет» Р. Г. Виктюка - «Прикосновение» Б. Е. Щедрина 1976 - «День приезда — день отъезда» Ю. А. Завадского и П. О. Хомского - «Двери хлопают» И. А. Данкман - «Дом на песке» Б. Е. Щедрина - «Дон Карлос» Е. Ю. Завадского - «На полпути к вершине» П. О. Хомского 1977 - «Версия» В. С. Спесивцева - «Успех» П. О. Хомского - «Царская охота» Р. Г. Виктюка - «Царствие земное» П. О. Хомского 1978 - «А существует ли любовь? — спрашивают пожарные» Б. Е. Щедрина - «Кошка, которая гуляла сама по себе» И. А. Данкман - «Небо — земля» И. А. Данкман - «Передышка в Арко-Ирис» С. Стайчева - «Превышение власти» П. О. Хомского 1979 - «Братья Карамазовы» П. О. Хомского - «Кошки-мышки» И. А. Данкман - «Смерть Пазухина» Б. Е. Щедрина - «Тема с вариациями» С. Ю. Юрского 1980 - «Если буду жив…» А. Н. Казанцева - «Месса по Деве» И. А. Данкман - «Правда — хорошо, а счастье лучше» С. Ю. Юрского - «Черный гардемарин» П. О. Хомского 1981 - «Живой труп» Б. В. Щедрина - «ОБЭЖ» М. Беловича - «Пять углов» К. М. Гинкаса - «Сашка» Г. М. Черняховского 1982 - «Егор Булычов и другие» П. О. Хомского - «Комната» П. О. Хомского - «Похороны в Калифорнии» С. Ю. Юрского - «Пчелка» И. А. Данкман 1983 - «Гедда Габлер» К. М. Гинкаса - «Где твой брат, Авель?» Е. Ю. Завадского - «Печка на колесе» Б. Е. Щедрина - «Премьера» М. Я. Вайля - «Ревизия» И. А. Данкман - «Суд над судьями» П. О. Хомского 1984 - «Вечер» И. А. Данкман - «Вдовий пароход» Г. Н. Яновской - «Фабричная девчонка» Б. Е. Щедрина - «Человек как человек» М. Я. Вайля 1986 - «Цитата» П. О. Хомского 1990 - «Калигула» П. Фоменко и другие. |

## Настоящее время

### Основная сцена
С 1990 года
1. «Иисус Христос —суперзвезда» (режиссер Павел Хомский)

С 2005 года
1. «Странная история доктора Джекила и мистера Хайда» (режиссер Павел Хомский»

С 2007 года
1. «Шум за сценой» (режиссер Александр Леньков)

С 2009 года
1. «Дядя Ваня» (режиссер Андрей Кончаловский)

С 2012 года
1. «Три сестры» (режиссер Андрей Кончаловский)
2. «P. P. P.» (режиссер Юрий Еремин)

С 2013 года
1. «Опасные связи» (режиссер Павел Хомский)

С 2014 года
1. «Горе от ума» (режиссер Александр Яцко)

С 2015 года
1. «Морское путешествие 1933 года» (режиссеры Юрий Еремин, Андрей Ширяев)

С 2016 года
1. «Вишневый сад» (режиссер Андрей Кончаловский)
2. «Baden-Баден» (режиссер Юрий Еремин)

С 2017 года
1. «Идиот» (режиссер Юрий Еремин)

С 2019 года
1. «Как важно быть серьёзным» (режиссер Виктор Шамиров)
2. «Герой нашего времени» (режиссеры Юрий Еремин, Андрей Ширяев)

С 2020 года
1. «Ричард III» (режиссер Нина Чусова)

С 2021 года
1. «Странник» (режиссер Юрий Еремин)
2. «Карлсон» (режиссер Влад Боковин)
3. «Жестокие игры» (режиссер Евгений Марчелли)
4. «8 любящих женщин» (режиссер Евгений Марчелли)

С 2022 года
1. «ШЕКСПИРГАМЛЕТ» (режиссер Евгений Марчелли)
2. «Укрощение строптивой» (режиссер Андрей Кончаловский)
3. «Соло для часов с боем» (режиссер Павел Пархоменко)
4. «Волки и овцы» (режиссер Игорь Яцко)
5. «БЕСприданница» (режиссер Евгений Марчелли)

С 2023 года
1. «Супружеская жизнь. Перестройка.» (режиссер Андрей Кончаловский)

### Сцена «Под крышей»
- «Дон Жуан. Версия» (А. С. Пушкин, Ж. Б. Мольер, Э. Т. А. Гофман, К. Д. Бальмонт, В. А. Моцарт), режиссёр Андрей Шляпин
- «Заповедник» (С. Довлатов), постановка М. Зоннершталя и О. Анохиной
- «Машенька» (В. Набоков), режиссёр Иван Орлов
- «Полонез, или Вечер абсурда» (И. Вацетис), постановка Сергея Юрского
- «Предбанник» (И. Вацетис), постановка С. Юрского
- «Прощай, любимая!» (С. Решетнёв), режиссёр Сергей Аронин
- «Упражнения в прекрасном», режиссёр: В. Шамиров
- «Циники» (А. Мариенгоф), режиссёр Сергей Аронин
- «Эстеты» (Я. Рез, А. Битов), режиссёр Сергей Аронин
- «Общага-на-Крови» (А. Иванов), режиссёр Олеся Невмержицкая
- «Москва. Полный круг.», режиссёр Павел Пархоменко